# Glypholecia
Glypholecia is een geslacht van korstmossen dat behoort tot de familie Acarosporaceae. De typesoort is Glypholecia candidissima.

## Soorten
Volgens Index Fungorum bevat het geslacht zeven soorten (peildatum februari 2021):
| Soortnaam                  | Auteur(s)          | Publicatiejaar |
| -------------------------- | ------------------ | -------------- |
| Glypholecia candidissima   | Nyl.               | 1853           |
| Glypholecia grumulosa      | (Schaer.) Zahlbr.  | 1928           |
| Glypholecia persica        | J. Steiner         | 1910           |
| Glypholecia placodiiformis | Nyl.               | 1857           |
| Glypholecia rhagadiosa     | (Ach.) Nyl.        | 1857           |
| Glypholecia scabra         | (Pers.) Müll. Arg. | 1892           |
| Glypholecia tibetanica     | Zahlbr.            | 1932           |